# Ravenna
Ravenna, in Erzählungen auch Raben, ist eine Stadt in Italien mit 156.304 Einwohnern (Stand 31. Dezember 2023). Sie liegt in der historischen Region Romagna und ist heute Hauptstadt der Provinz Ravenna in der Region Emilia-Romagna. Die Stadt lag ursprünglich unmittelbar an der Adria. Infolge von Verlandung beträgt die Entfernung des Stadtkerns von der Küste heute etwa neun Kilometer. Der Hafen ist durch den Canale Candiano mit der Küste und dem Seebad Marina di Ravenna verbunden.
Ravenna ist seit dem 5. Jahrhundert Erzbischofssitz. Von 402 bis 476 war die Stadt Hauptresidenz der weströmischen Kaiser. In den folgenden Jahrzehnten residierten hier auch Odoaker, Theoderich der Große und dessen Nachfolger. Vom Ende des 6. Jahrhunderts bis zu seiner Eroberung durch die Langobarden 751 war Ravenna Hauptstadt des oströmischen bzw. byzantinischen Exarchats von Ravenna. Die Stadt ist berühmt für ihre frühchristlichen Kirchen, Taufkapellen, Mausoleen sowie Mosaiken und deshalb ein wichtiges Zentrum für den Kulturtourismus in Italien.

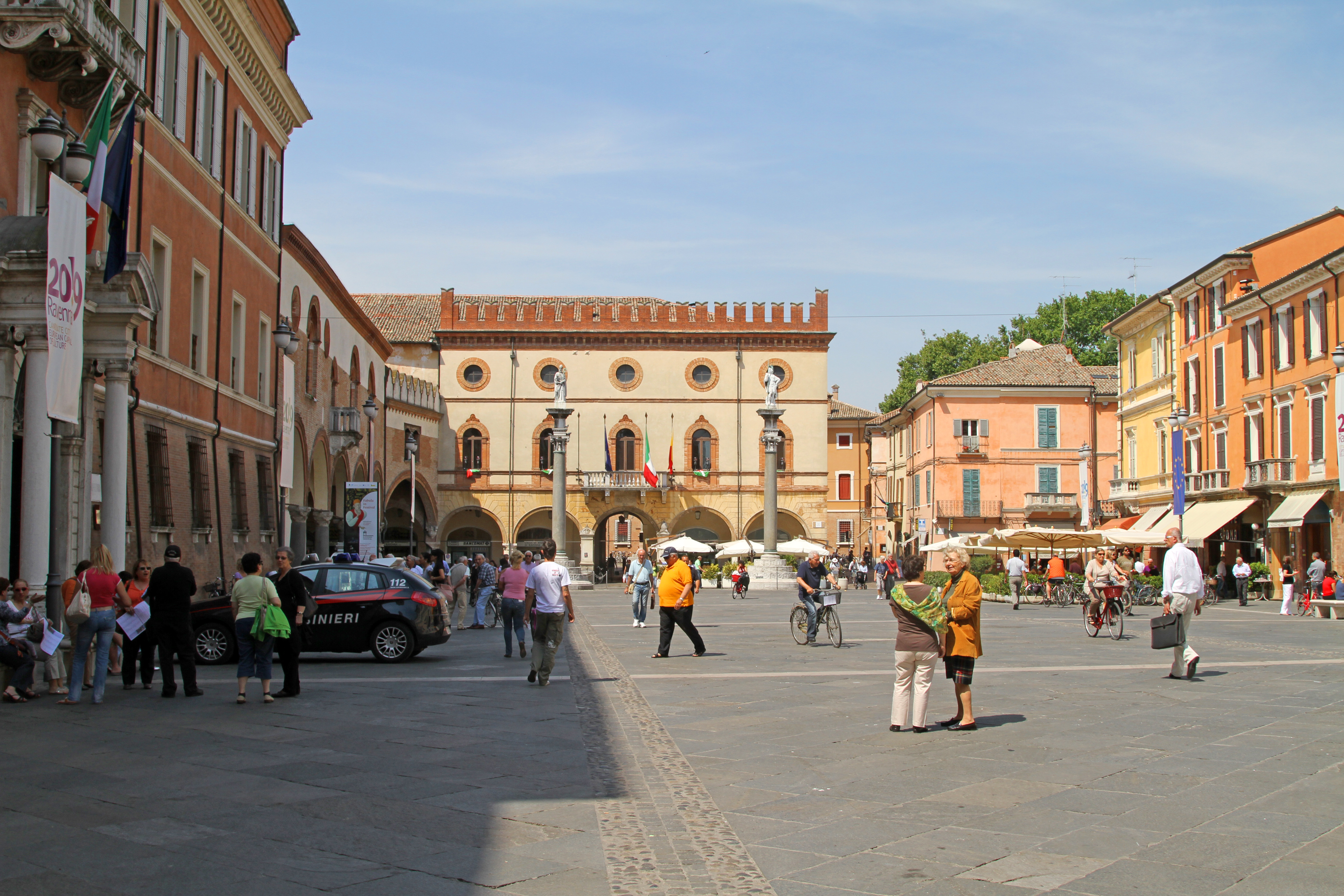
Das Zentrum Ravennas, die Piazza del Popolo, Westseite mit dem Venezianischen Palast, der Teil des Rathauses ist

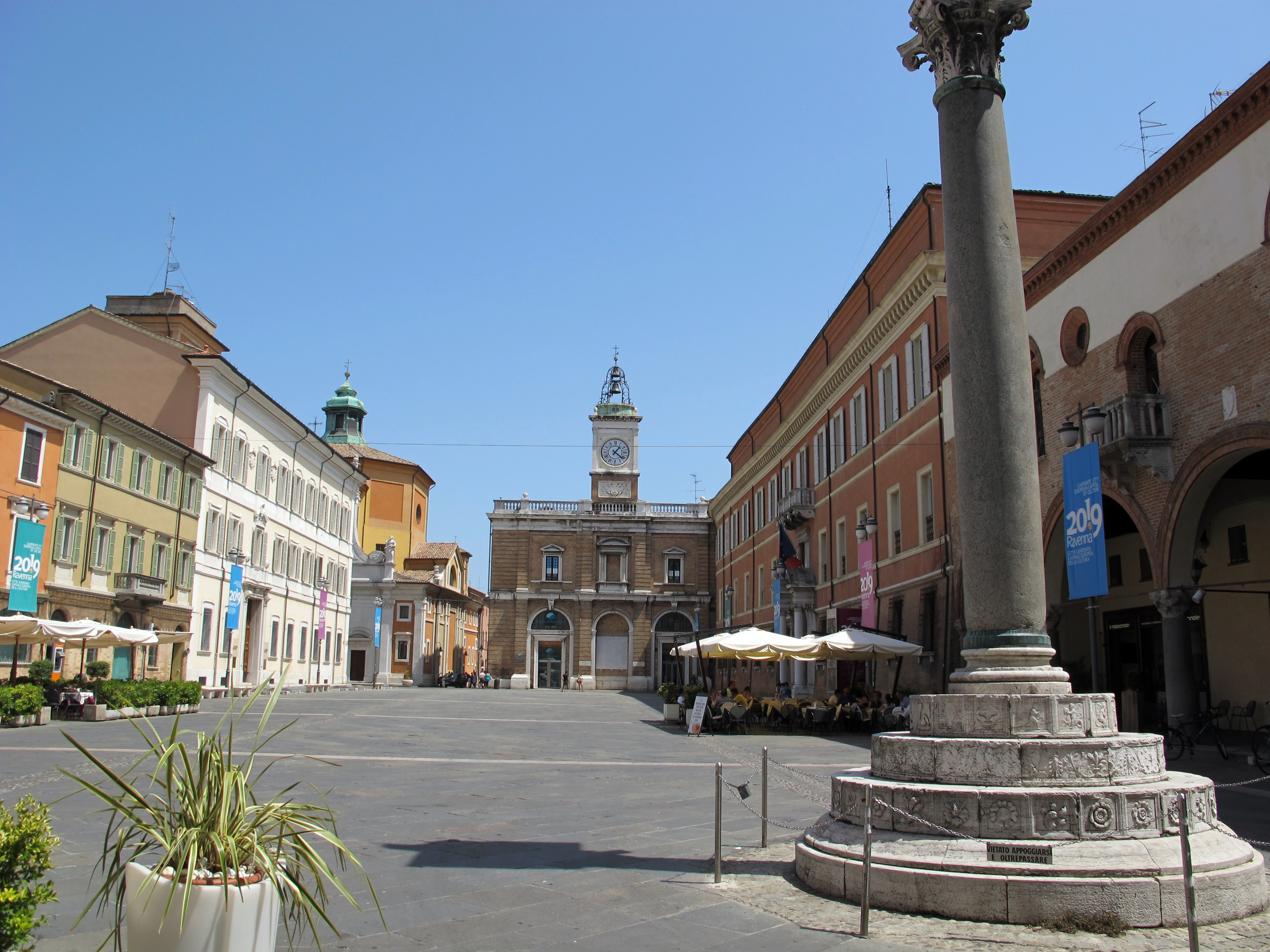
Piazza del Popolo, Ostseite

## Geschichte
Historiker vermuten, dass die Siedlung während der gallischen Invasionen seit dem 6. Jahrhundert v. Chr. allmählich entstanden war. Versprengte Angehörige der besiegten Umbrer und Etrusker pflegten damals zusammen auf den zahlreichen kleinen Laguneninseln am Südrand des Po-Mündungsdeltas Zuflucht zu suchen. Die Etrusker nannten die Siedlung Ravena. Als Handelshafen soll Ravenna von den Griechen angelegt worden sein.

### Kaiserzeitlicher Flottenstützpunkt
Im Jahr 88 v. Chr. erhielt die Stadt römisches Bürgerrecht. Jahrzehnte darauf, im Jahr 49 v. Chr., zog Gaius Iulius Caesar von hier zur Überschreitung des Rubikons aus, womit er den Bürgerkrieg begann. Sein Großneffe, Kaiser Augustus, machte den Militärhafen von Classe vor der Stadt zum zweitgrößten Marinestützpunkt des Römischen Reiches (der größte Kriegshafen war Misenum). Der gestürzte markomannische König Marbod wurde hier im Jahr 19 n. Chr. bis zu seinem Tod im Jahr 37 interniert. Hier lebten auch die von Germanicus gefangengenommenen Cherusker Thusnelda und Thumelicus. In der frühen und hohen Kaiserzeit war Ravenna eine von Wasser umschlossene Lagunenstadt mit zeitweilig bis zu 50.000 Einwohnern.

### Spätantike Residenzstadt
Im Jahr 402 verlegte der weströmische Kaiser Honorius seinen Hof von Mailand nach Ravenna, da die Stadt sehr gut zu verteidigen war. Die Westgoten unter Alarich I. belagerten 408 vergeblich Ravenna. Im selben Jahr wurde der Feldherr Stilicho Opfer einer Intrige am Kaiserhof. Des Paktierens mit Alarich und damit des Hochverrats beschuldigt, wurde er in Ravenna hingerichtet. Eine spätere Legende besagt, dass sich Attila, der Neffe des Hunnenkönigs Rugila, im Jahre 410 am Hofe als Geisel befand.
Nach dem Tod des (Mit-)Kaisers Constantius III. 421 in Ravenna und dem Tod des Honorius regierte dessen Halbschwester Galla Placidia zunächst für ihren minderjährigen Sohn Valentinian III. Sie ließ die Stadt prächtig ausbauen. Obwohl einige spätere Kaiser zeitweilig in Rom residierten, blieb Ravenna fortan der eindeutig bevorzugte Regierungssitz in Italien.
Nach der Absetzung des weströmischen (Gegen-)Kaisers Romulus Augustus herrschte in der Stadt ab 476 der germanische rex Odoaker, der 493 von dem Ostgotenherrscher Theoderich nach der Niederlage in der „Rabenschlacht“ eigenhändig getötet wurde.
Die Ostgoten unter Theoderich, der seit 493 in Ravenna residierte, errichteten in Italien ein Reich, das bis zur endgültigen Niederlage gegen Ostrom (552) Bestand hatte. Bis 535 herrschten sie nominell als Stellvertreter des Kaisers in Konstantinopel. Die Hauptstadt Ravenna erlebte unter ihnen erneut eine kulturelle und wirtschaftliche Blütezeit. Theoderich sorgte, nachdem ein christlicher Mob die jüdischen Synagogen attackiert hatte, dafür, dass die Bevölkerung für den Wiederaufbau der Gotteshäuser aufkommen musste.
Gegen seinen Protest wurde der gebrechliche Papst Johannes I. 525 von dem arianischen Theoderich nach Konstantinopel geschickt, um dort mit Kaiser Justin I. über sein Dekret gegen die Arianer zu verhandeln. Theoderich drohte dem Papst angeblich mit Repressalien gegen die Katholiken. Als Johannes unverrichteter Dinge zurückkehrte, ließ Theoderich den Papst unter der Anschuldigung verhaften, er habe sich mit dem Kaiser verschworen. Er wurde in Ravenna festgehalten und starb dort aufgrund der schlechten Behandlung 526. Theoderich starb kurz darauf am 30. August in Ravenna. Sein dortiges Grabmal ist heute leer; ob ein Sarkophag mit den sterblichen Überresten Theoderichs dort je gestanden hat, ist umstritten.
535 begannen die oströmischen Truppen mit der Rückeroberung Italiens. Im Mai 540 fiel das von dem Heermeister Belisar im Auftrag des Kaisers Justinian I. belagerte Ravenna; wahrscheinlich hatten ostgotische Adlige dem Heermeister die Kaiserwürde des Westens angeboten. Belisar ging zunächst darauf ein und eroberte so ohne Blutvergießen die Stadt. Ob Belisar die Kaiserwürde nur zum Schein annahm, ist unklar; in jedem Fall ließ er sich nach der Einnahme Ravennas nicht zum Augustus ausrufen. Dennoch erweckte dieser Vorgang den Argwohn Justinians, der seinen Generälen ohnehin nie recht traute. 541/42 brach der Krieg in Italien erneut aus, 549 wurde Belisar abberufen und durch seinen Konkurrenten Narses ersetzt. Zeitweilig konnten die Oströmer nur Ravenna behaupten, während die Goten unter König Totila wieder fast ganz Italien kontrollierten; erst 552 unterlagen sie Narses.

### Exarchat Ravenna

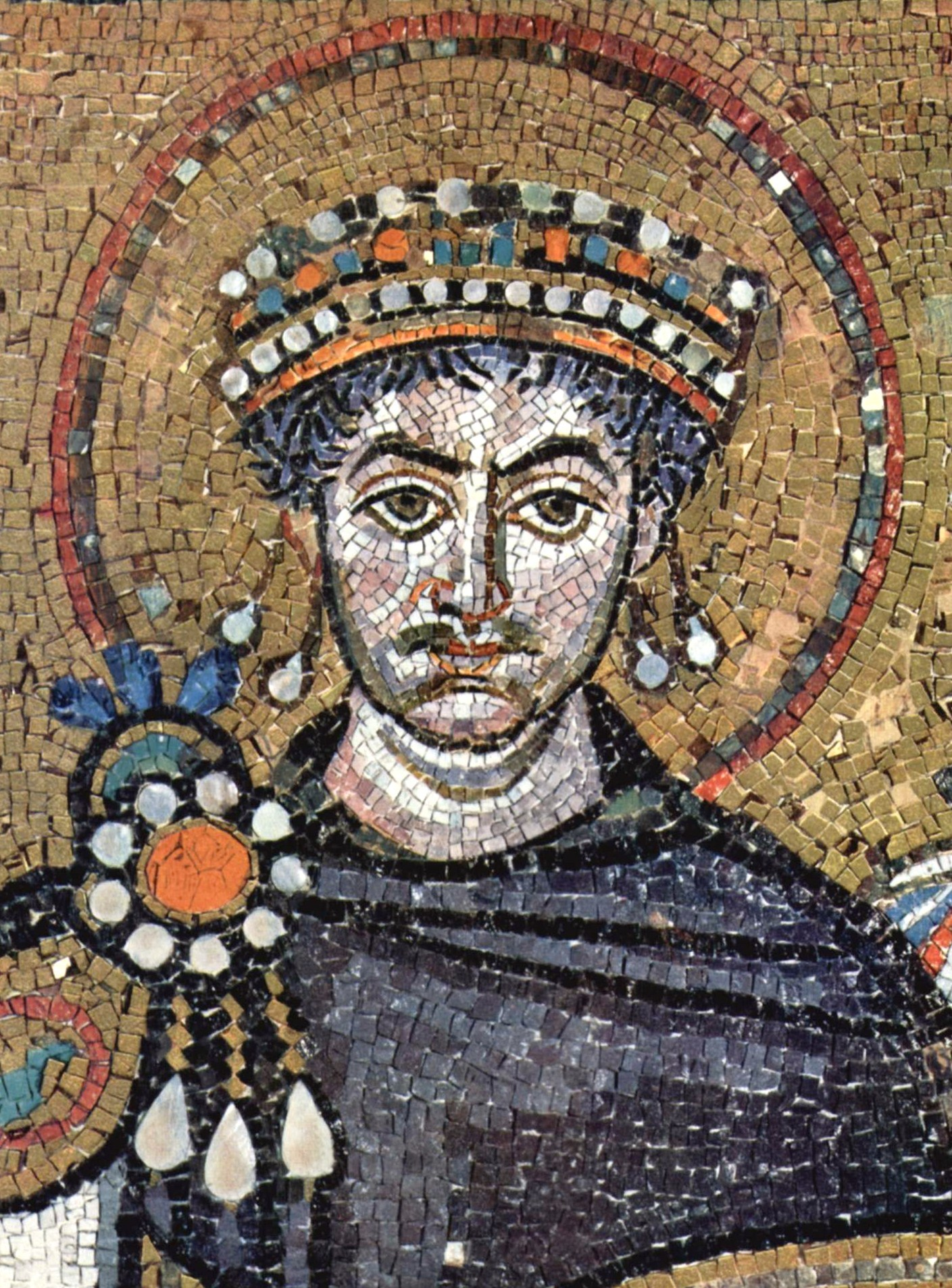
Kaiser Justinian, Mosaikdetail in der Basilika San Vitale (6. Jahrhundert)

Nun erlangte Ravenna als Vorposten des Oströmischen Reiches in Italien erneut Bedeutung, die Stadt wurde bald nach dem Einfall der Langobarden (568) Hauptstadt des Exarchats von Ravenna. Rund zwanzig biographisch bekannte Exarchen, die dem oströmischen Kaiser in Konstantinopel unterstanden, wechselten in der Folgezeit als Verwalter des Exarchats und Ravennas einander ab. Sie waren nicht selten mit der geheimen Vollmacht ausgestattet gewesen, den Papst gefangen zu nehmen.
Aus dieser Zeit des Umbruchs von der Antike zum Mittelalter (siehe vor allem Spätantike) findet man in Ravenna zahlreiche bedeutende Bauwerke, die oft noch den originalen Mosaikenschmuck des 5. bis 7. Jahrhunderts zeigen und die inzwischen von der UNESCO zum Weltkulturerbe erklärt wurden. Sie sind vor allem deshalb einzigartig, weil im Kerngebiet des Oströmischen Reiches fast alle derartigen Mosaiken später dem Bilderstreit zum Opfer fielen.

### Mittelalter
751 eroberte der Langobardenkönig Aistulf Stadt und Exarchat, womit das Exarchat von Ravenna endete. Im Vertrag von Quierzy (754) soll Pippin der Jüngere versprochen haben, das ehemals byzantinische Exarchat von Ravenna dem Heiligen Stuhl zu übergeben (Pippinische Schenkung); im Gegenzug legitimierte Papst Stephan III. die Karolinger als neues Königsgeschlecht des Frankenreichs. Schon 755 wurde der fränkische König gebeten, dem Vertrag durch Taten zur Erfüllung zu verhelfen. Bis zu seinem Tode führte Pippin zwei erfolgreiche Feldzüge gegen die Langobarden und schenkte dem römischen Stuhl die eroberten Gebiete, was Karl der Große 774 bestätigte. Pippin gilt so als Begründer des Kirchenstaates, zu dem auch Ravenna gehörte.
Damit gelangte auch der Bischofssitz von Ravenna endgültig unter die päpstliche Oberhoheit. Denn zur Zeit des Papstes Vitalian entzog 666 der oströmische Kaiser Konstans II. die Kirche von Ravenna der Oberhoheit von Rom und machte sie zu einer in sich selbständigen Kirche. Das daraus folgende Schisma wurde unter Papst Donus und seinem Nachfolger Agatho wieder beseitigt, aber in der Folge hatten sich die ravennatischen Bischöfe als Patriarchen einer Hauptstadt immer wieder als weitgehend gleichberechtigt gesehen. Erzbischof Leo führte daher den Titel servus servorum Dei, divina gratia sanctae catholicae Ecclesiae Ravennatis archiepiscopus et primas, Italiae exarchus. Er betrachtete sich also weiterhin als Herrn der Stadt, ebenso wie als geistlichen Führer. Karl der Große, der nicht im Palast des Exarchen von Ravenna Residenz nahm, erkannte aber sehr wohl dessen symbolischen Wert. Der Papst stimmte dementsprechend gern zu, als Karl ihn ersuchte, die Marmorsäulen und Mosaiken des oströmischen Palastes mit nach Aachen zu führen. Andererseits stützten die Karolinger das Prestige der Stadt durch wiederholte kaiserliche Besuche. Karl I. besuchte die Stadt vier Mal, sein Sohn Pippin residierte sogar dort; Karl der Kahle hielt sich dort 877 auf, Karl der Dicke 880 und 882.
Jeder Herrscher Italiens, der ihren Vorstellungen nahekam, wurde daher von den Ravennaten als Verbündeter gegen die römischen Ansprüche betrachtet. So wandte sich etwa Johannes VIII. (850–878) an Ludwig II. um Hilfe gegen Rom. Im Gegenzug unterstützte er den Kaiser bei dessen Scheidung und Engelberga bei ihrem Plan, Lambert von Spoleto als Kaiser durchzusetzen, der 892 in Ravenna gekrönt wurde.
Unterstützt wurde der Ravennater Klerus dabei von den wichtigsten Familien der Duchi, Sergii und Romualdi. Materiell ermöglicht wurde diese Politik auf der Grundlage weitläufiger Landgüter in Romagna bis hin nach Bologna, Richtung Ancona und Umbrien, aber auch auf Istrien. Hinzu kamen die bedeutenden Klosterherrschaften, wie etwa S. Apollinare in Classe, S. Giovanni Evangelista oder S. Vitale, aber auch die Metropolitanrechte über die Bischöfe der Emilia und der Romagna.
Um das Jahr 951 wurde in Ravenna der heilige Gründer der Kamaldulenser Romuald geboren, der später großen Einfluss auf Kaiser Otto III. gewinnen sollte. In der zweiten Hälfte des Jahrhunderts wurden einige Metropoliten zu Päpsten gewählt. In der Praxis führte Kaiserin Adelheid Ravenna, nach ihrem Tod im Jahr 999 folgte ihr darin Erzbischof Gerbert. Doch um auf der obersten Ebene der religiösen Zentren mitspielen zu können, fehlte der Stadt ein geeigneter Heiliger. Die Reliquien des hl. Andreas hatte Ravenna an Konstantinopel zurückgeben müssen, Apollinaris von Ravenna, der in Klerikerkreisen durchaus bedeutend war, zog keine Pilgermassen an.

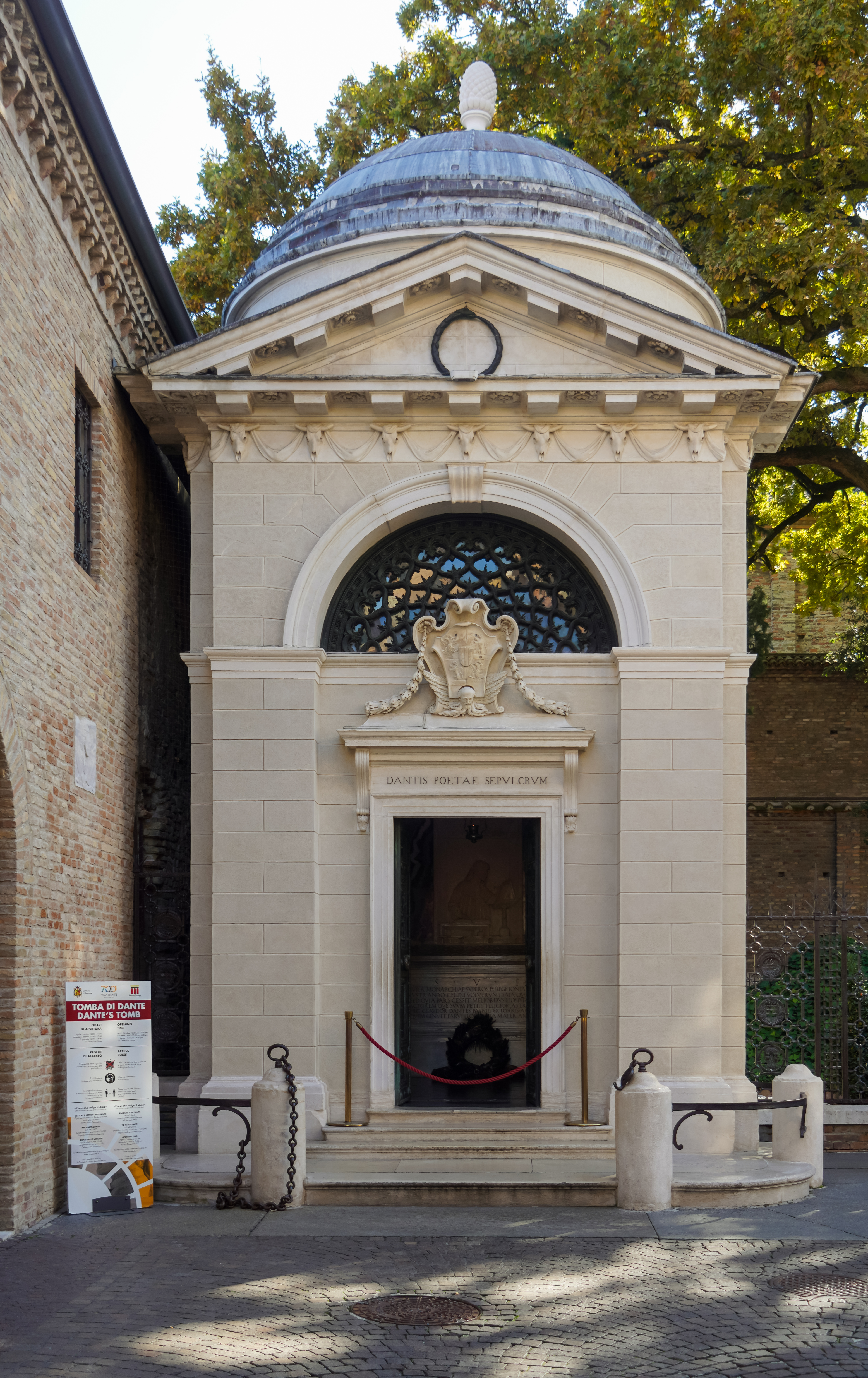
Grabmal Dante Alighieris

967 hielt in Ravenna Kaiser Otto I. einen Reichstag ab. Auf Vorschlag des Kaisers genehmigte der gleichzeitig eine Synode versammelnde Papst Johannes XIII. die Errichtung der drei fortan zum Metropolitanverband des Erzbistums Magdeburg gehörenden Bistümer Meißen, Merseburg und Zeitz (später Naumburg (Saale)).
Später führte Ravenna den zu einer autonomen Republik wachsenden Städtebund, zu dem Ancona, Fano, Pesaro, Senigallia und Rimini gehörten und war bereits im 11. Jahrhundert Sitz einer bedeutenden Rechtsschule. 1231 hielt Kaiser Friedrich II. in Ravenna einen Reichstag ab, auf dem er die bereits von Friedrich I. vorgenommene Belehnung der brandenburgischen Askanier mit Pommern einschließlich Pommerellens erneuerte. 1275 geriet die Stadt unter die Herrschaft der Familie da Polenta.
Dante Alighieri, dem wenige Jahre zuvor Guido Novello da Polenta in Ravenna Asyl gewährt hatte, vollendete hier die 1307 begonnene Göttliche Komödie, die wie kaum ein anderes Werk die europäische Literatur beeinflusste, und starb kurz darauf am 14. September 1321. Seine Knochen ruhen seit ihrer Wiederauffindung im Jahr 1865 in einem für ihn bereits 1780/1781 in Ravenna errichteten Grabmal.

Stadtplan von Ravenna um 1907. Das Planquadrat H1 zeigt die Lage des Mausoleums Theoderichs, das seinerzeit als Kapelle S. Maria Rotonda genutzt wurde. Nach dem Ende der Monarchie wurde die Piazza Vitt. Emanuele (D4) in Piazza del Popolo umbenannt. Der Corso Giuseppe Garibaldi (E3, F6) heißt heute Via di Roma. Die Straßenbahn, die früher auf dieser Straße fuhr, ist ganz abgeschafft. Das Hippodrom (G6) ist einer öffentlichen Parkanlage gewichen. Der sogenannte ‚Palast des Theoderich‘ (F5) wird auch als Palazzo di Calchi bezeichnet und stammt aus dem 7. bis 8. Jahrhundert, also aus einer späteren Zeit. Das Areal, auf dem sich die Residenz Theoderichs befand, lag dahinter (G4, G5), ist heute jedoch bebaut.

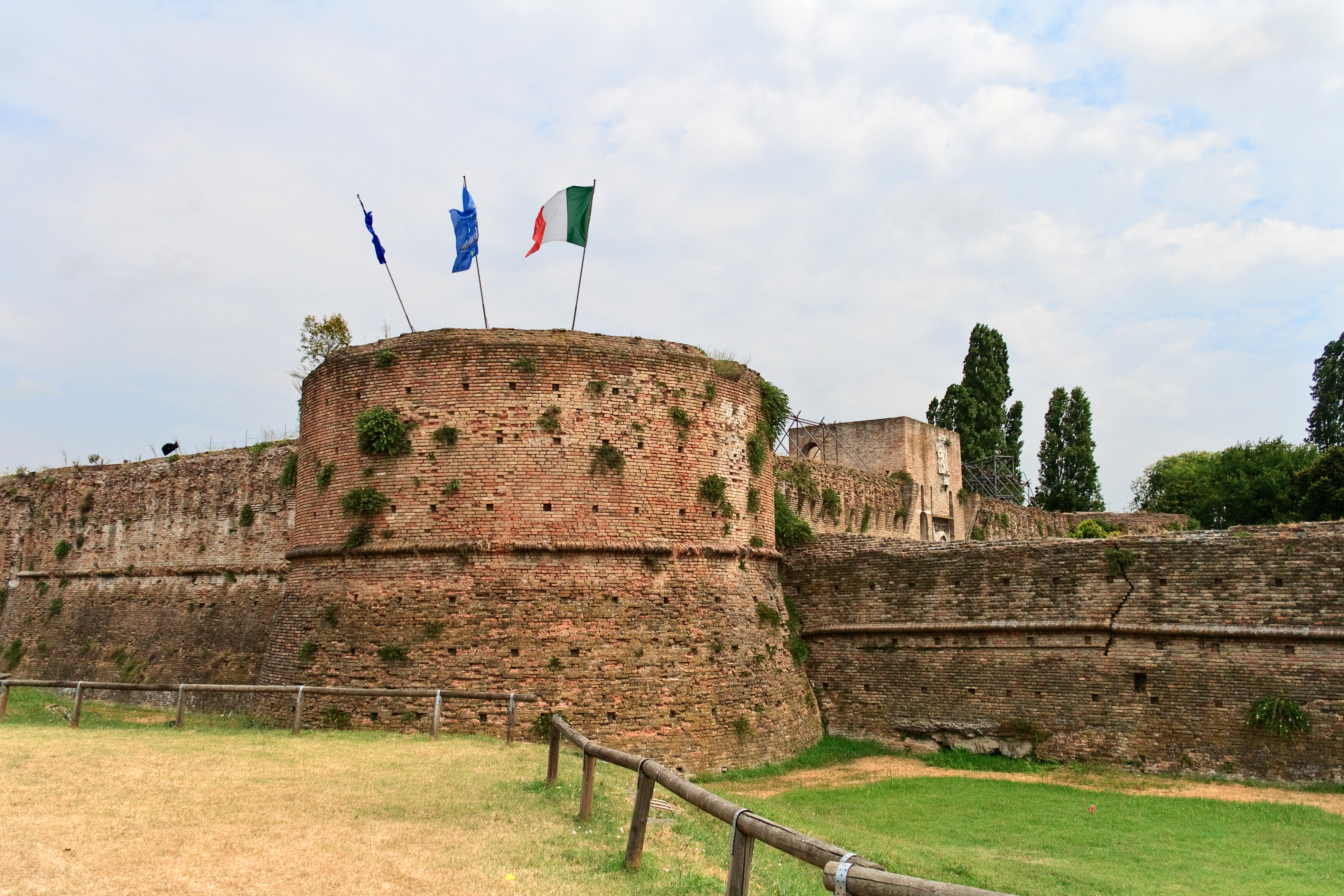
Zitadelle Brancaleone

### Neuzeit
Von 1441 bis 1509 war Ravenna in der Hand Venedigs. Nach Gründung der Liga von Cambrai wurde es 1509 von Papst Julius II. erobert. Die Venezianer hatten in der Stadt die Festungsanlage Brancaleone erbaut, deren Ruine heute eine geräumige Parkanlage und ein Freilicht-Theater beherbergt. Durch den Vertrag von Tolentino 1797 kam Ravenna vorübergehend unter französische Herrschaft und wurde Teil der Cisalpinischen Republik. Durch den Wiener Kongress 1815 kam es wieder zum Kirchenstaat zurück, zu dem es dann bis 1860 gehörte. 1860 wurde Ravenna mit dem neuen Königreich Italien vereinigt. 1951 erhielt die Stadt die Medaglia d’oro al valor militare für ihre Verdienste im Zweiten Weltkrieg. Ravenna ist heute durch Grundwasserversalzung und die Überflutung von Landflächen durch Meerwasser sowie durch Erdbeben (zuletzt im Mai 2012) gefährdet.

## Partnerstädte
Ravenna ist durch Gemeindepartnerschaften verbunden mit:
- Speyer (Deutschland), seit 1989
- Chichester (Vereinigtes Königreich)
- Chartres (Frankreich)

## Gliederung
Das Zentrum der Stadt bildet die historische Altstadt, die sich zwischen der Circonvallazione S. Gaetanino im Norden, der Via Fiume Abbandonato im Westen, der Circonvallazione al Molino im Süden und den Bahngleisen im Osten erstreckt. Neuere Wohnviertel schließen sich in alle Richtungen an, wobei die Übergänge zum Teil noch durch Mauerreste und Stadttore gekennzeichnet sind.
Die Industrie konzentriert sich in einer Hafen- und Industriezone, die sich zu beiden Seiten des Canale Candiano im Nordosten der Stadt bis zu den Badeorten Marina di Ravenna und Porto Corsini ausdehnt.

## Wirtschaft und Infrastruktur

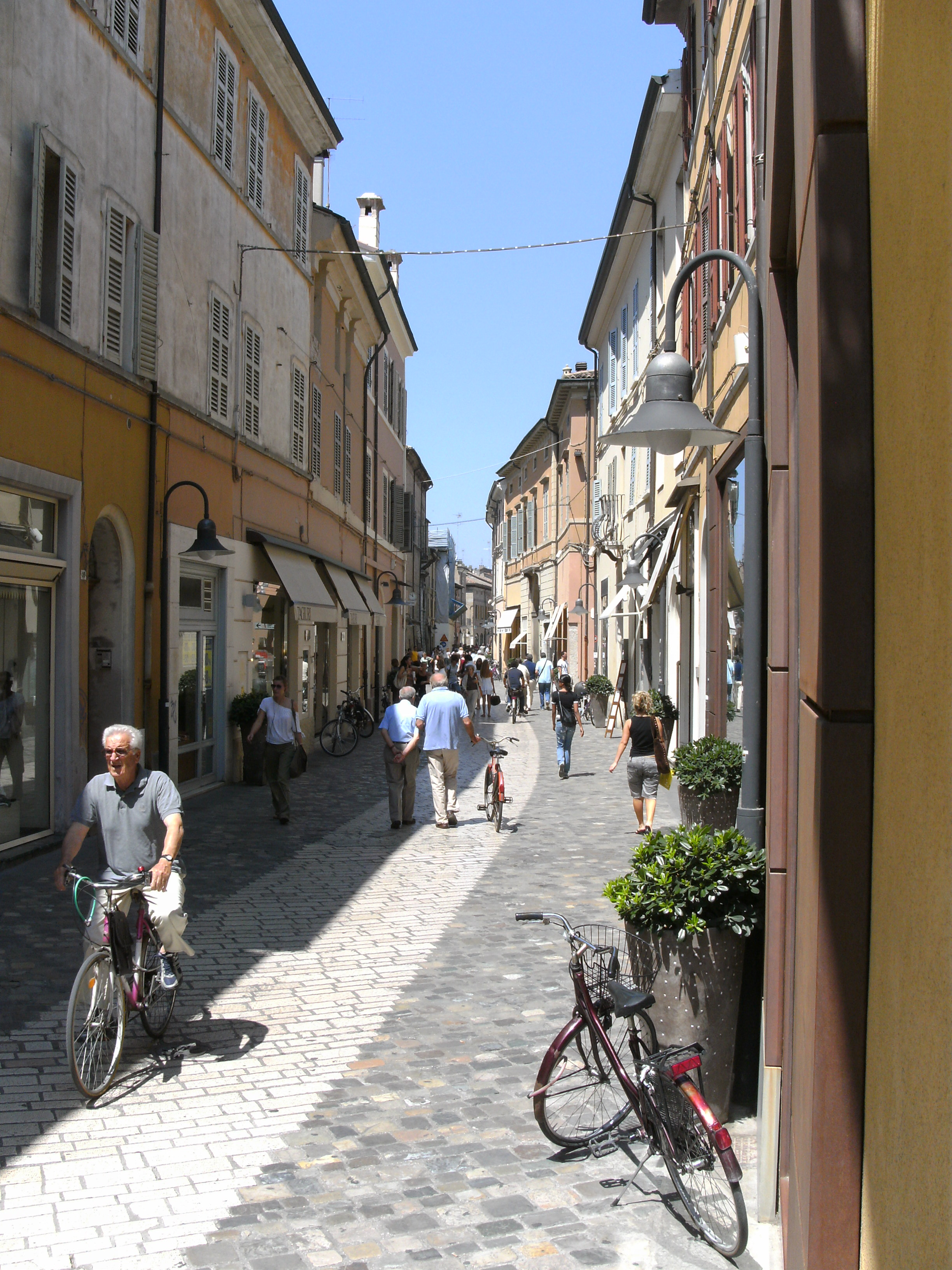
Via Cavour, eine beliebte Einkaufsstraße im historischen Zentrum

Fremdenverkehr ist ein bedeutender Erwerbszweig. Die am Meer liegenden Badeorte Lido di Ravenna, Marina di Ravenna, Lido di Classe usw. verfügen über zahlreiche Campingplätze, Ferienhäuser und Hotels, aber auch weitläufige Naturschutzgebiete. Am Lido di Dante gibt es auch einen ausgedehnten FKK-Strand.
Bei Ravenna befindet sich aber auch eine Erdölraffinerie und ein bedeutendes Industriegebiet der Chemie- und Energiebranche sowie ein Stahlwerk der Marcegaglia SpA. Weitere wichtige Industriezweige sind die Schuh-, Bekleidungs- und Nahrungsmittelindustrie. Der Hafen von Ravenna gehört zu den wichtigsten Häfen an der Adria.

## Kunsthandwerk
Mosaik-Erzeugnisse sind das Aushängeschild des heimischen Kunsthandwerks. Byzantinische Meister brachten die Ausdruckskraft der schillernden Mosaiken zur künstlerischen Vollendung. Die Tradition des Mosaiklegens lebt in der Stadt weiter und wird in zahlreichen Mosaik-Werkstätten gepflegt und in Ausbildungskursen an Schulen gelehrt. Im Sommer können Interessenten an Mosaik-Kursen im nahegelegenen Adriastrandbad Lido Adriano teilnehmen.
Eine weitere künstlerische Tätigkeit, die in Ravenna verbreitet ist, ist die byzantinische Stickerei (oder byzantinische Verzierung). Sie ist orientalischen Ursprungs und diente ursprünglich ausschließlich der Verzierung von Messgewändern. Die Muster der Stickereien werden den klassischen Mosaik-Ornamenten, den Basreliefs und den klassischen Marmor-Ornamenten der lokalen Kirchen entnommen. Es wird Stickereigarn verwendet, dessen Farbtöne den Mosaiken angepasst sind.

## Kultur und Sehenswürdigkeiten
Seit 1974 richtet die Stadt jährlich im Frühjahr das Musikfestival Ravenna Jazz aus. 1990 kam das im Sommer abgehaltene Ravenna Festival hinzu, bei dem hauptsächlich Opern- und Klassische Musik, aber auch Dance, Jazz, Volksmusik, Musical, Ballett, Geistliche Musik, Elektronische Musik, Theater und Film dargeboten und ausgezeichnet werden; zusätzlich finden hier verschiedene Conventions und Ausstellungen statt.

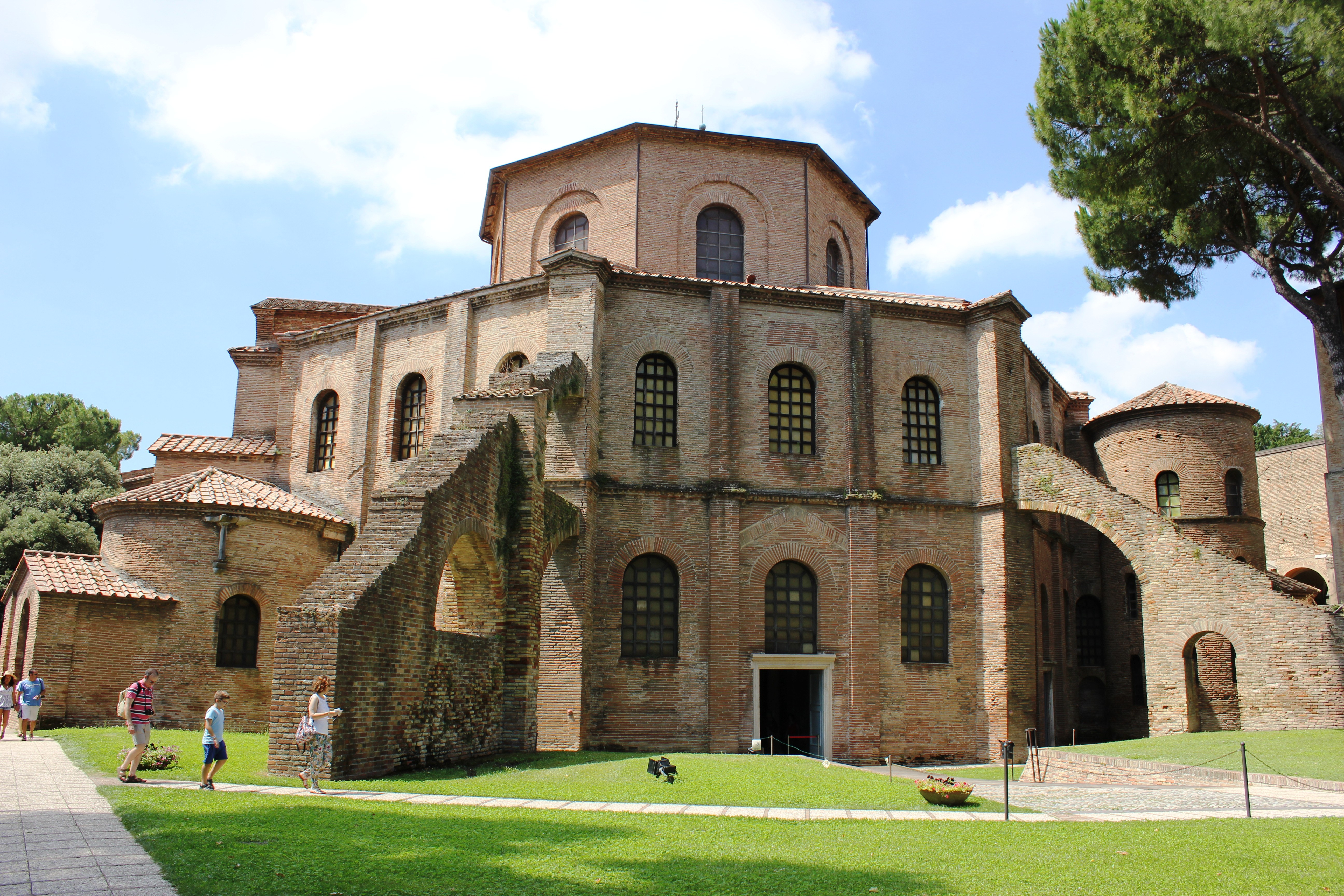
Kirche San Vitale (6. Jahrhundert), vom Mausoleum der Galla Placidia aus gesehen

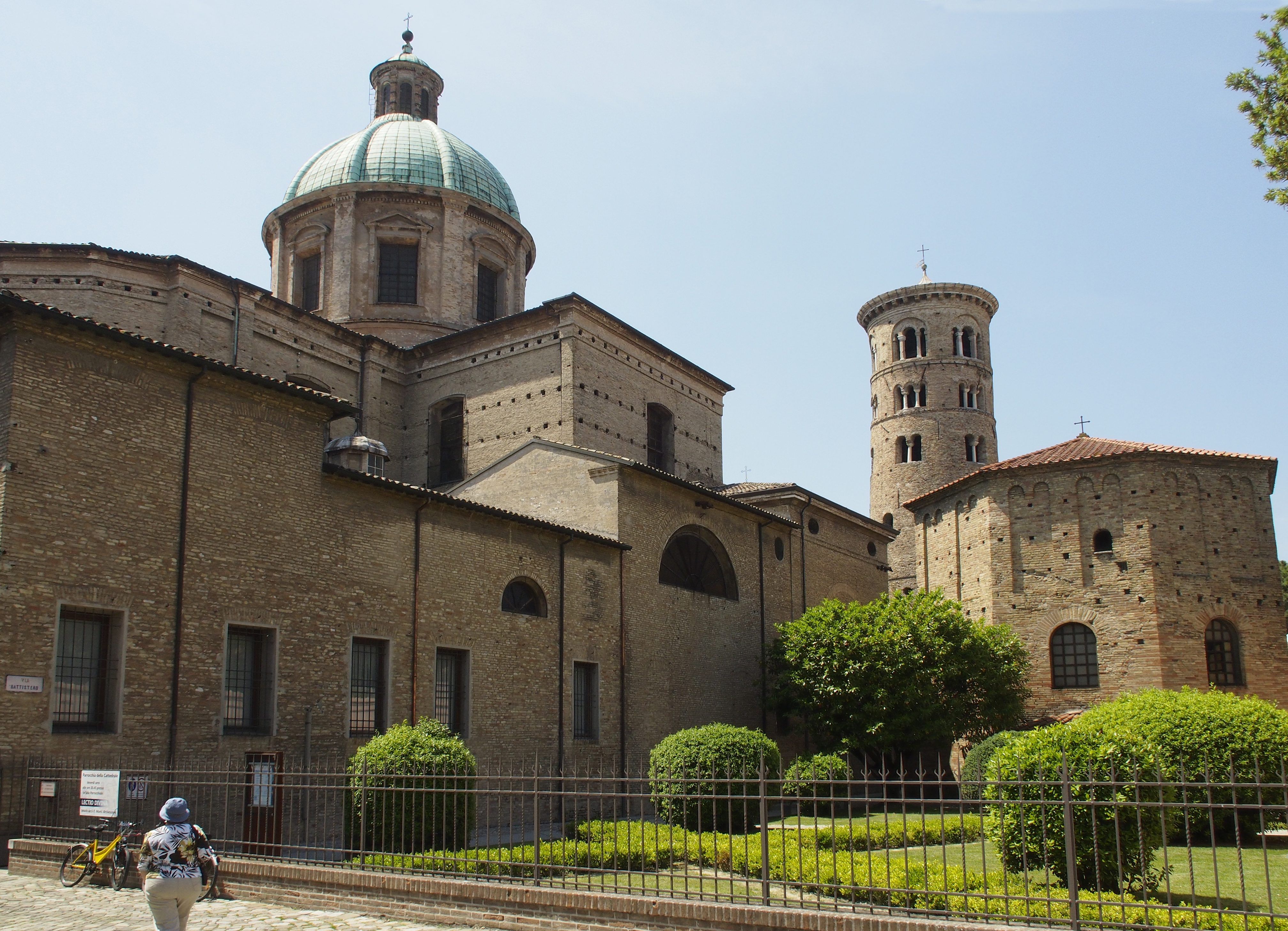
Der Dom von Ravenna mit dem Baptisterium der Orthodoxen

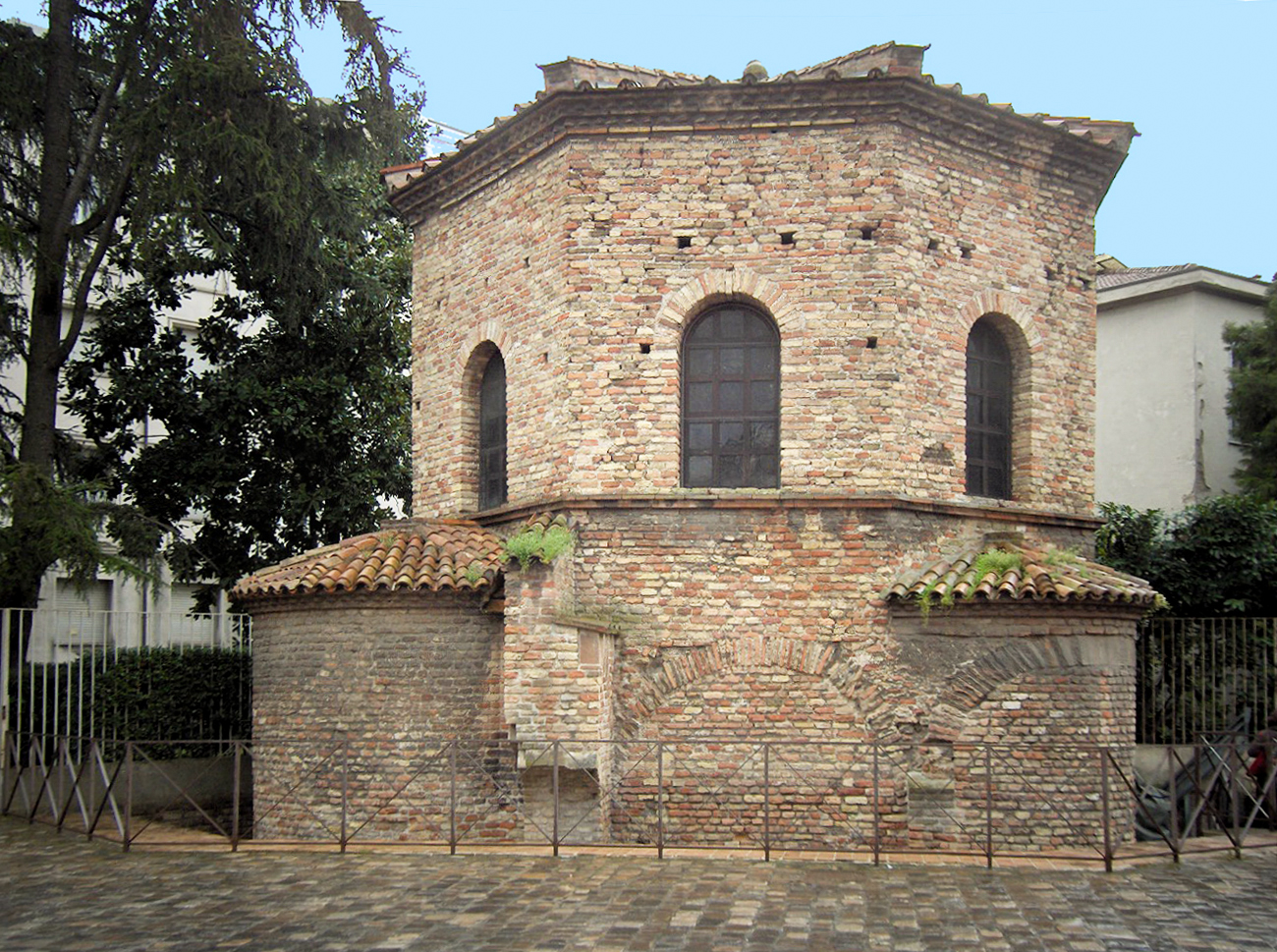
Baptisterium der Arianer

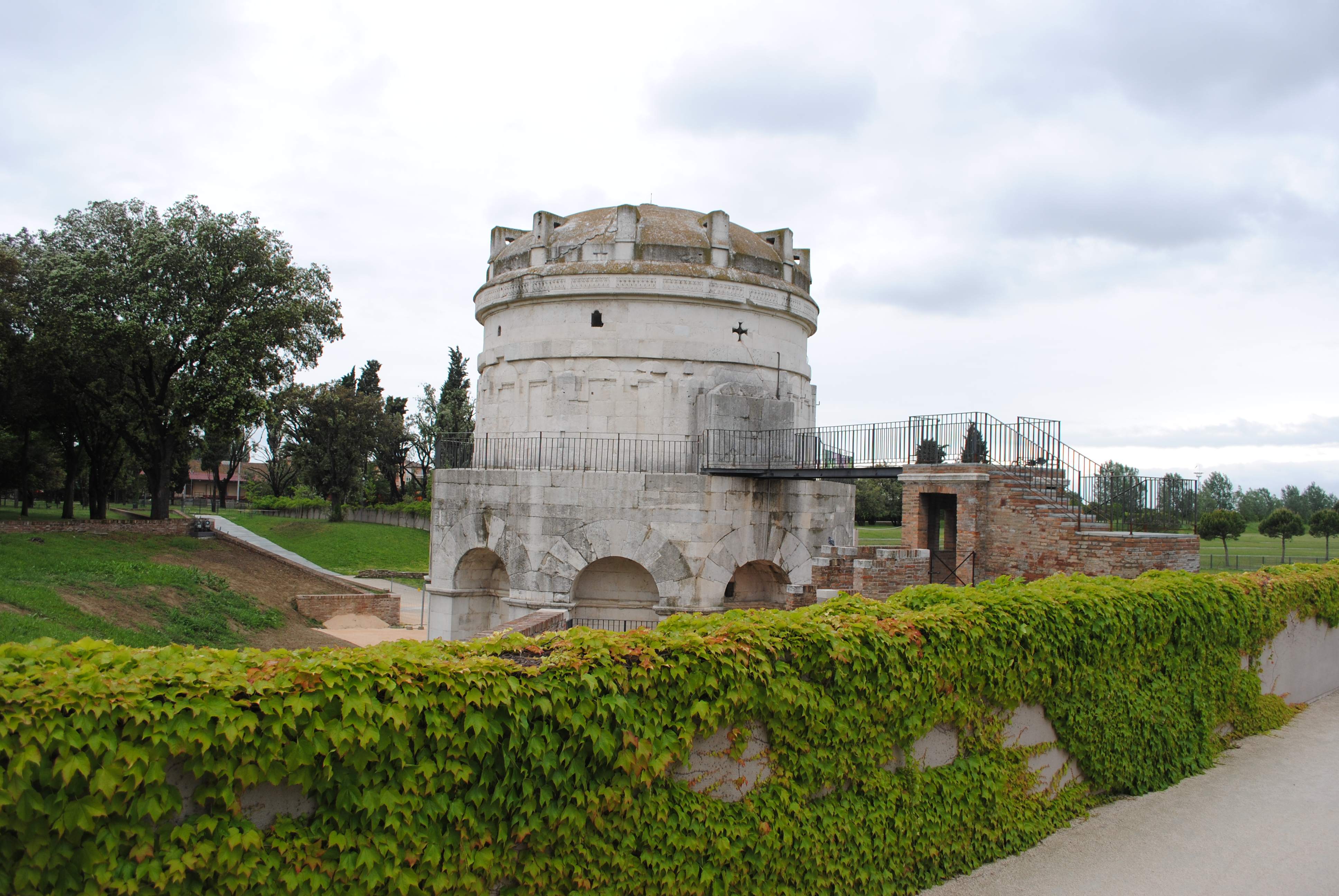
Das Grabmal Theoderichs im Theoderich-Park (Parco di Teodorico)

Von besonderer kunsthistorischer Bedeutung sind Ravennas frühchristliche Kirchen, Taufkapellen, Mausoleen und Mosaiken. Unter dem Ostgotenkönig Theoderich waren diese Bauten von der frühen Byzantinischen Architektur geprägt. Sie beeinflussten die nachfolgenden Bauten der lombardischen Präromanik (siehe auch: Vorromanik). Acht Gebäude aus dem 5. und 6. Jahrhundert n. Chr. wurden 1996 in das Weltkulturerbe der UNESCO aufgenommen.
Die Kunsthistorikerin Anna Maria Cetto schreibt: „Ravenna ist der einzige Ort im Bereich der abendländischen Kirche, dessen frühchristliche Mosaiken mit denen Roms wetteifern können, ja sie in den Schatten stellen.“

### Bauwerke des UNESCO-Weltkulturerbes
- San Vitale (6. Jahrhundert)
- Mausoleum der Galla Placidia (5. Jahrhundert); ein innen mit Mosaiken verziertes Mausoleum, das die Kaiserin Galla Placidia 425 n. Chr. für sich hatte erbauen lassen, das ihren Leichnam jedoch wohl nie beherbergte, da sie 450 in Rom verstarb und dort wahrscheinlich auch beerdigt wurde.
- Sant’Apollinare Nuovo (6. Jahrhundert); die ehemalige arianische Hofkirche Theoderichs, die von ihm erbaut worden war und die sich unmittelbar neben seinem Palast befand.
- Mausoleum des Theoderich, mit einem Natursteindach von rund elf Metern Durchmesser und einem Meter Dicke, das aus einem einzigen, aus Istrien stammenden Monolithen herausgemeißelt wurde.
- Baptisterium der Arianer (6. Jahrhundert)
- Baptisterium der Orthodoxen (5. Jahrhundert), nördlich des Doms, auch Neonische Taufkapelle genannt, gilt unter den achteckigen antiken Bauwerken Ravennas als das älteste.
- Erzbischöfliche Kapelle (6. Jahrhundert), auch Oratorium des hl. Andreas genannt, südlich des Doms im Erzbischöflichen Palast gelegen und über das Erzbischöfliche Museum erreichbar.
- Sant’Apollinare in Classe

### Weitere Sehenswürdigkeiten

#### Kirchen
- Santa Croce
- S. Maria Maggiore (5. Jahrhundert)
- S. Eufemia (1742–1747), der Innenraum ist mit Malereien aus dem 18. Jahrhundert verziert.
- S. Giovanni Battista
- Spirito Santo (5. bis 6. und 16. Jahrhundert), war unter dem (griechisch-byzantinischen) Namen Hagia Anastasis (deutsch Auferstehungskirche) zur Zeit Theoderichs des Großen die Hauptkirche der Arianer in Ravenna.
- S. Maria del Suffragio
- Dom von Ravenna (Duomo) (1734); im Dom befinden sich die Kanzel des Bischofs Agnellus (6. Jahrhundert), Sarkophage aus dem 5. Jahrhundert und eine Krypta aus dem 10. Jahrhundert.
- S. Francesco (5., 9. und 12. Jahrhundert)
- Sant’Agata Maggiore (5. Jahrhundert)
- S. Giovanni Evangelista (5. Jahrhundert)
- S. Maria in Porto (1553–1606)

#### Museen

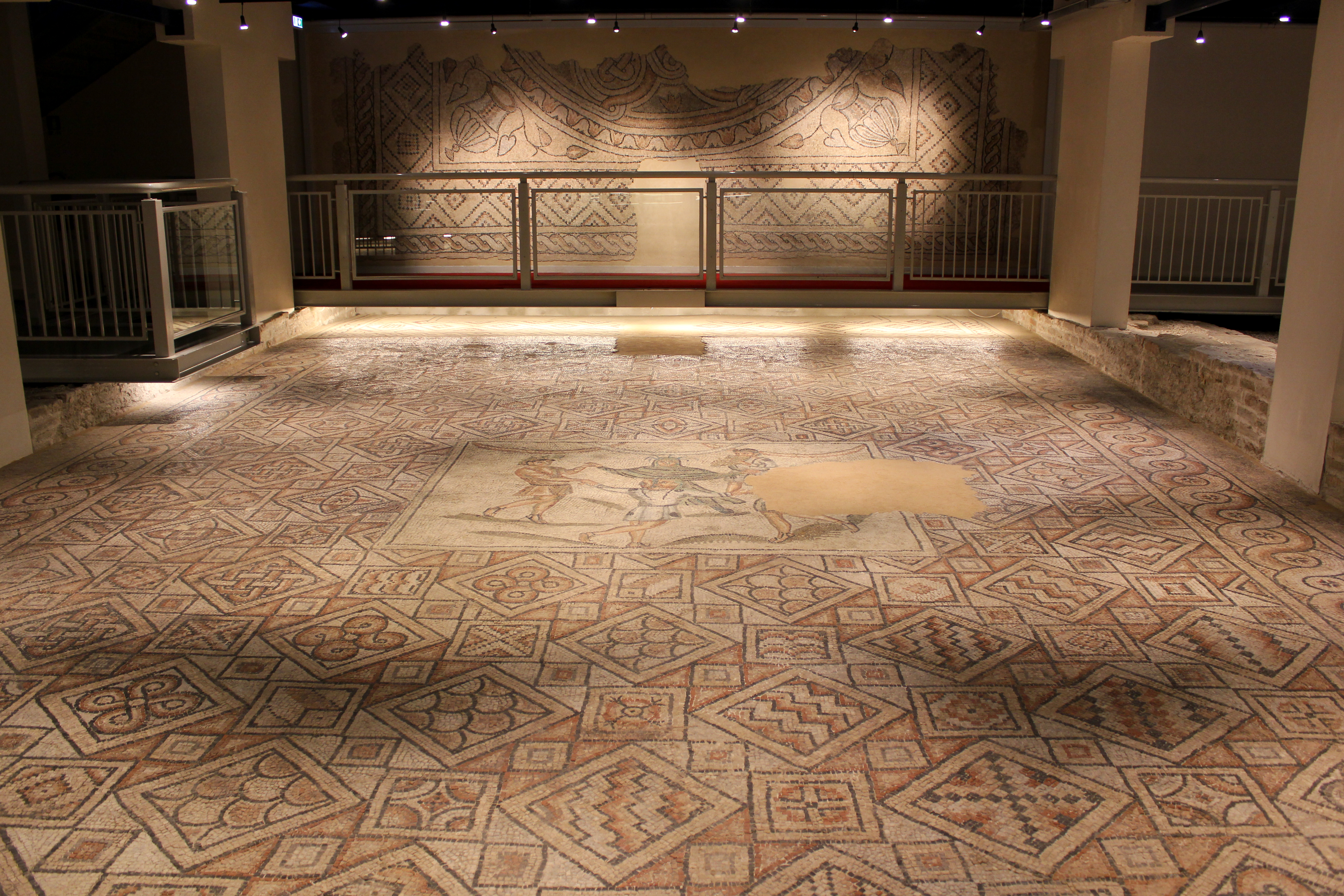
Domus dei Tappeti di Pietra

- Städtisches Kunstmuseum und Gemeinde-Pinakothek (MAR – Museo d’Arte della città e Pinacoteca Comunale[8]); Lombardische Loggia (1508).
- Nationalmuseum (Museo Nazionale), Via Fiandrini, Sammlungen der römischen, frühchristlichen, byzantinischen und mittelalterlichen Epochen[9]
- Erzbischöfliches Museum, Piazza Arcivescovado; unter den Exponaten der Bischofsstuhl des Bischofs Maximianus von Ravenna (546–552), die so genannte Maximianskathedra, ein Meisterwerk der frühbyzantinischen Elfenbeinschnitzerei aus dem 6. Jahrhundert, das Kaiser Otto III. von dem venezianischen Dogen Pietro II. Orseolo geschenkt erhalten und das er im Jahr 1001 nach Ravenna mitgebracht und der Kirche gestiftet hatte.
- Sogenannter Palast Theoderichs, Gebäude des 8. Jahrhunderts mit einem Ausstellungsraum im Obergeschoss, in dem Fragmente von Fußbodenmosaiken gezeigt werden, die im Palastgelände freigelegt wurden.
- Domus dei Tappeti di Pietra (Via Barbiani, Zugang durch die Kapelle S. Eufemia)
- Dante-Museum und Grabmal Dantes (Museo Dantesco e Tomba di Dante)
- Gebäudekomplex S. Nicolò (Complesso di San Nicolò, Via Rondinelli 6); die einschiffige geräumige ehemalige Kirche S. Nicolò, die in der Vergangenheit zuletzt als militärische Reithalle (Cavallarizza) genutzt wurde, dient heute als Ausstellungshalle.
- Biblioteca Classense, historische Bibliothek von Classe (Museo del Risorgimento presso la Biblioteca Classense, 16. Jahrhundert)[10]
- Städtisches naturwissenschaftliches Museum ‚A. Brandolini‘ (NatuRa – Museo Ravennate di Scienze Naturali ’A. Brandolini‘).[11]
- S. Maria delle Croci, Via Guaccimanni

#### Profane Gebäude

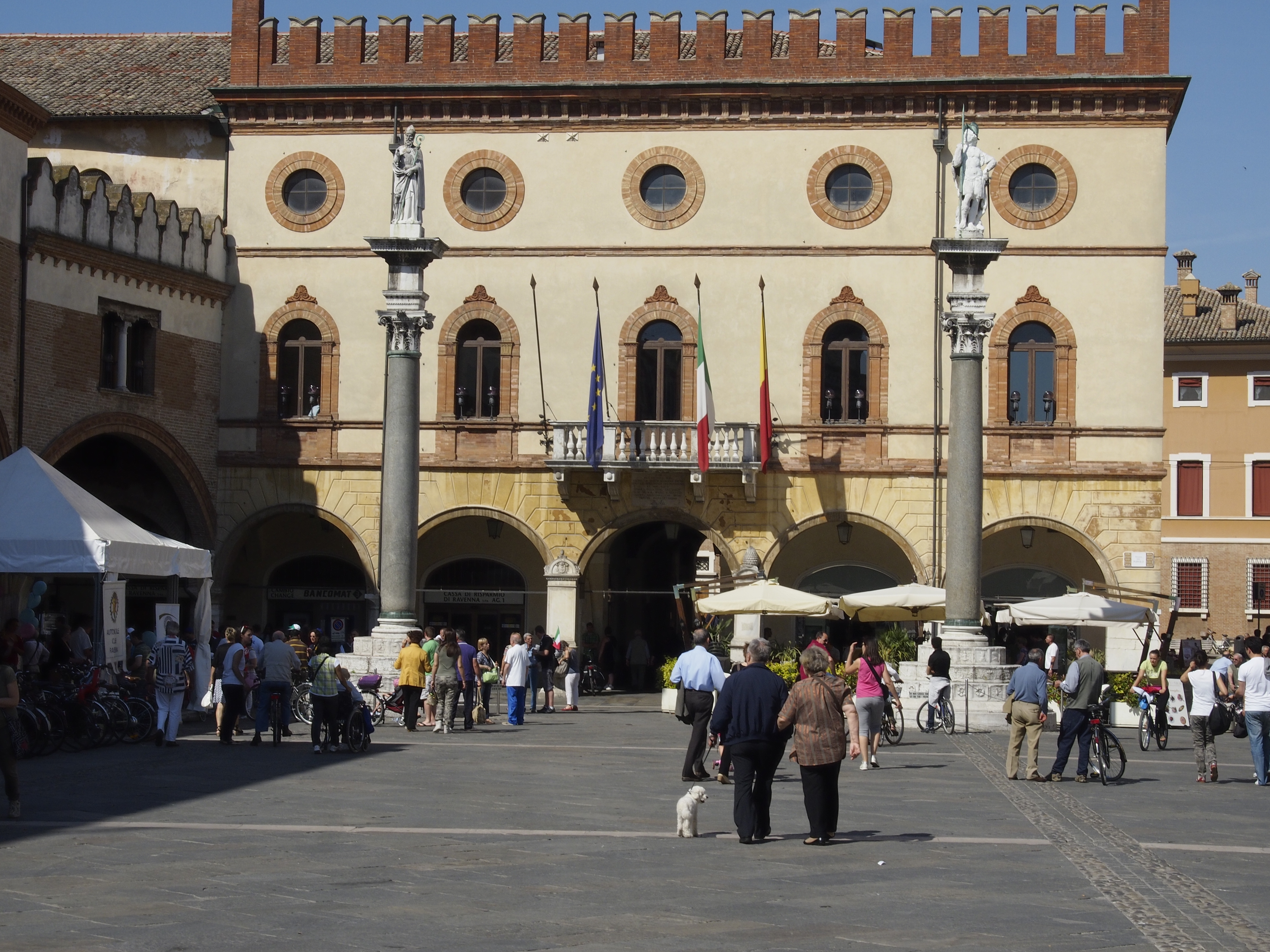
Sankt Apollinaris (links) und Sankt Vitalis auf venezianischen Säulen, auf der Piazza del Popolo

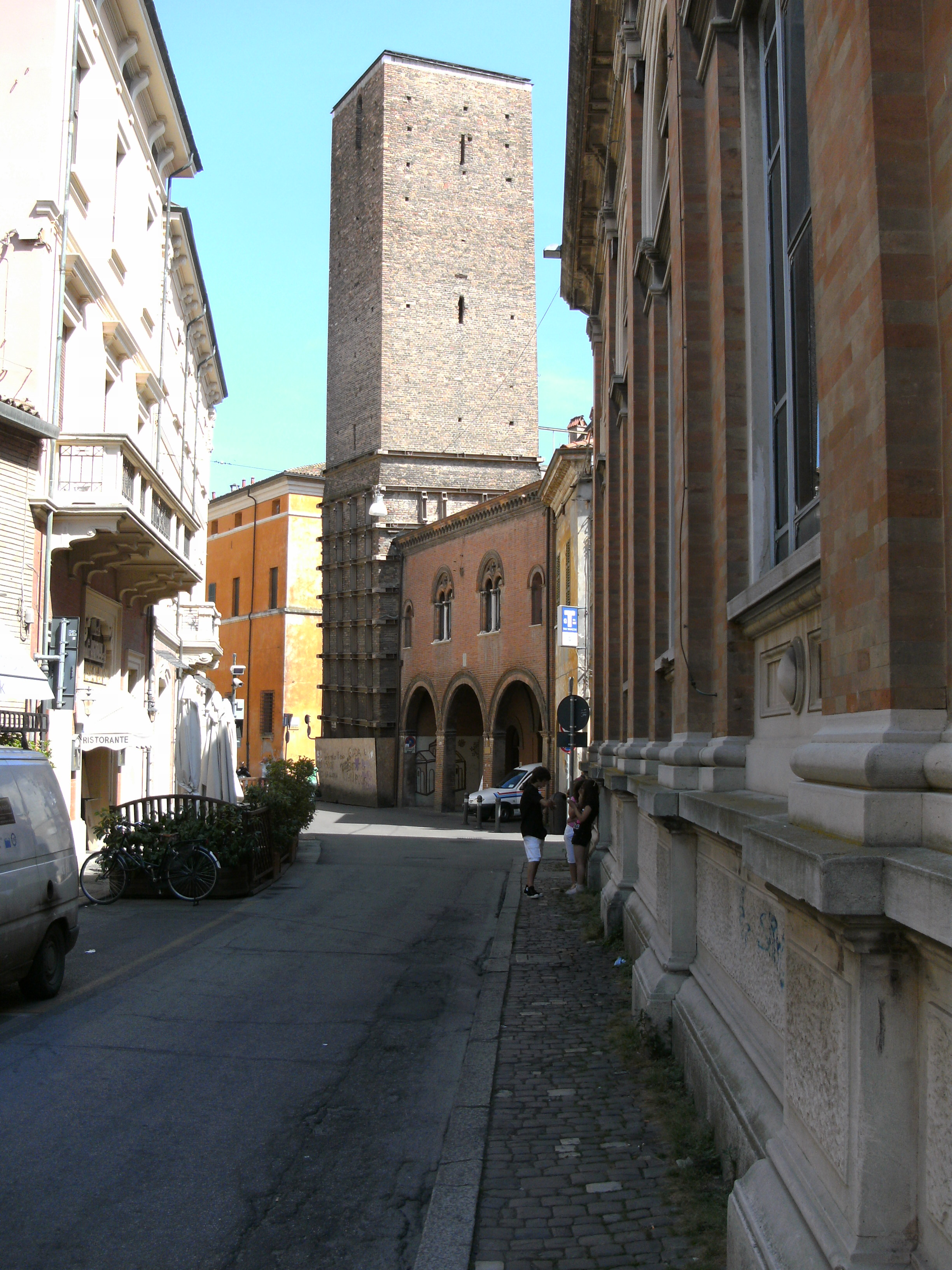
Ravennas schiefer Stadtturm Torre comunale e Sala d’Attorre (12. Jahrhundert)

- Piazza del Popolo, der zentrale Platz im Zentrum, mit dem Palazzetto Veneziano (Venezianischer Palast, 15. Jahrhundert), dessen Kapitelle das Monogramm Theoderichs zeigen. Sie könnten von der von den Venezianern abgerissenen, arianischen Andreaskirche stammen, die die Goten in ihrer Vorstadt erbaut hatten. Der Palazzo ist heute Teil des Rathauses. Die zwei venezianischen Säulen vor dem Gebäude tragen die Schutzheiligen Ravennas: Apollinaris und Vitalis. Dem Hl. Vitalis wurde 547 die Basilika San Vitale geweiht.
- Alghieri-Theater (Teatro Alghieri)
- Oriani-Bibliothek (Biblioteca Orioani)
- Haus der Marionetten (Casa delle Marionette, Vicolo Padenna 4/a)
- Provinzpalast (Palazzo della Provincia)
- Stadtzentrum S. Domenico (Urban Center San Domenico, Via Cavour), als Ausstellungshalle genutzte ehemalige Kirche im Stadtzentrum
- Palast der Künste und des Sports „De Andrè“ (Palazzo delle Arti e dello Sport „De Andrè“)
- Haus der Kriegsversehrten und Mosaiken-Saal (Casa del Mutilato, Piazza J. F. Kennedy).
- Almagià, Via Magazzini Posteriori
- Markthalle (Mercato Coperto, in Stadtmitte)
- Rasi-Theater (Teatro Rasi)
- Puppenmuseum (Picolo Museo delle Bambole, Via M. Fantuzzi 4)
- Stadtturm (Torre comunale e Sala d’Attorre, 12. Jahrhundert, Via P. Costa). Er steht schief und steckt in einem Baustahl-Korsett, das seine Statik verbessert
- Stadttore
  - Porto Serrata
  - Porto Adriana
  - Porto Gaza
  - Porto S. Mam
  - Porto Sisi
  - Portonaccio
  - Porto Nuova
- Im Palazzo Rasponi delle Teste (17.–18. Jahrhundert) ist eine Außenstelle der Universität Bologna untergebracht.
- Der Palazzo Rasponi Murat (15.–16. Jahrhundert) ist seit dem 16. Jahrhundert im Privatbesitz der Familie Spalletti.
- Das Planetarium befindet sich in der öffentlichen Parkanlage südlich des Bahnhofsvorplatzes.
- Theoderich-Park (Parco di Teodorico)
- Die Zitadelle Brancaleone (Rocca Brancaleone), in der zweiten Hälfte des 15. Jahrhunderts durch die Venezianer erbaut, liegt nördlich des Bahnhofsvorplatzes. In den Ruinen befindet sich heute ein Freilicht-Theater und eine Parkanlage.
- Im Friedenspark (Parco delle Pace) ist eine Ausstellung moderner Mosaiken zeitgenössischer Künstler zu sehen
- Der Springbrunnen Andrea Purpurea (Fontana Andrea Purpurea, Piazza della Resistanza) ist eine elegante Kreation moderner Gestaltungskunst.

### Weitere Sehenswürdigkeiten in der Umgebung
- Archäologische Zone von Classe (Parco Archeologico di Classe), unweit der Kirche Sant’Apollinare in Classe
- Museum für mechanische Musikinstrumente, 10 Kilometer südlich an der Straße in Richtung Cesena
- Museum für moderne Inneneinrichtung, 9 Kilometer westlich, entlang Via Maggiore und Via Faentina an der Straße in Richtung Bologna
- Franzosensäule, 5 Kilometer südlich an der Straße in Richtung Forlì; erinnert an die Schlacht zwischen Spaniern und Franzosen im Jahr 1512, errichtet im Jahr 1557 im Ort Madonna dell'Abero
- Garibaldi-Hütte (Capanno Garibaldi, 1810), 8 Kilometer nordöstlich an der Straße in Richtung Marina Romea und Porto Corsini; eine Fischerhütte von historischer Bedeutung, in der der italienische Staatsgründer Giuseppe Garibaldi Unterschlupf gefunden hatte
- Römische Villa in Russi (Villa romana di Russi), Via Fiumazzo – Russi (Ra.), ca. 16 km in Richtung Bologna

## Verkehr
Der Bahnhof von Ravenna liegt unmittelbar östlich des Stadtzentrums. Dort trifft sich die Bahnstrecke Ferrara–Rimini mit der Nebenstrecke nach Castel Bolognese. Zwischen 1883 und 1929 gab es eine direkte Verbindung mit einer Dampfstraßenbahn nach Forlì.
Hinter dem Bahnhof liegt das heute wenig genutzte innerstädtische Hafenbecken, welches über den Canale Candiano O Corsini Verbindung zur Adria und zum modernen Hafen Ravenna hat.
Der Flughafen von Forlì ist 27 Kilometer entfernt. Darüber hinaus besitzt Ravenna einen kleinen Lokalflughafen.

## Persönlichkeiten
Bekannte Persönlichkeiten der Stadt sind in der Liste von Persönlichkeiten der Stadt Ravenna aufgeführt.

### Ehrenbürger
- Giuseppe Garibaldi (1807–1882), Politiker
- 1974: Friedrich Schürr (1888–1980), Romanist[12]
- 1984: Friedrich Wilhelm Deichmann (1909–1993), Christlicher Archäologe
- André Frossard (1915–1995), Autor
- 2008: Mia Čaušević[13] (* 1986), Volleyballerin
- Riccardo Muti (* 1941), Dirigent
- 2009: Roberto Saviano[14] (* 1979), Schriftsteller
- 2012: Tonino Guerra[15] (1920–2012), Poet
- 2022: Judith Herrin, Archäologin[16]
- Alexander Alexandrowitsch Sinowjew (1922–2006), Schriftsteller